# 吉川経盛
吉川 経盛（きっかわ つねもり）は、南北朝時代の武士。安芸国の国人・吉川氏6代当主。駿河丸城主。

## 生涯
元応元年（1319年）、父吉川経高の隠居に伴い家督を継いだ。建武2年（1335年）、後醍醐天皇を中心とした建武政権崩壊後の騒乱において、経盛は安芸守護・武田信武に従い、南朝方・熊谷蓮覚の矢野城を攻撃するなどした。また足利直義にも属して、石見国の南朝方とも干戈を交えた。
南北朝の騒乱の最中、経盛の従兄弟吉川経兼・経見父子は南朝方に帰順。観応の擾乱では足利直義方に味方して、足利尊氏方の経盛には従わなかった。経兼父子はその活躍により、南朝の後村上天皇から経兼駿河権守、経見は左衛門尉に任じられた。
経盛の弟・経長も南朝方に参加し、後醍醐天皇の綸旨を奉じて、伯耆国船上山に参上している。その子実経も新田義貞の御教書を奉じて、九州へと敗走した足利尊氏方の残党討伐に参加している。
経盛は一族の身勝手な行動に憂慮し、正平5年/貞和6年、観応元年（1350年）に嫡子の経秋に家督を譲り、正平13年/延文3年（1358年）に病死した。
一族の相克により吉川氏はその勢力を低下させることとなった。